# Arecibo
Arecibo és un municipi de Puerto Rico situat a la costa nord de l'illa, també conegut amb el nom de la Villa del Capitán Correa, en honor de l'heroi local Antonio de los Reyes Correa. Limita al nord amb l'oceà Atlàntic; al sud amb el municipi d'Utuado; a l'est amb Barceloneta i a l'oest amb Hatillo. Cobreix una superfície de 443,5 km² i, segons dades del 2010, té una població de 96.440 habitants.
Es troba a uns 80 km a l'oest de San Juan, la capital de Puerto Rico, i és el municipi més gran per àrea, formant part de l'àrea estadística metropolitana San Juan, Caguas i Guaynabo. Arecibo està dividit en 19 barris: Arecibo pueblo, Arenalejos, Arrozal, Cambalache, Carreras, Domingo Ruiz, Dominguito, Esperanza, Factor, Garrochales, Hato Abajo, Hato Arriba, Hato Viejo, Islote, Miraflores, Río Arriba, Sabana Hoyos, Santana i Tanamá.

## Història
Quan van arribar els espanyols, van trobar la zona ocupada pels indígenes Taíno, dirigits per Xamaica Arasibo, cacic (cap) del yucayeque (ciutat) que llavors es deia Abacoa.
Els colons espanyols van establir Arecibo el 1556, que van batejar amb el nom del cacic. Va ser el seu quart assentament a l'illa, després de Caparra (que després es va convertir en San Juan), San German i Coamo. Arecibo va ser fundada oficialment com a ciutat per la corona espanyola l'1 de maig de 1616, sota la governació del capità Felipe de Beaumont y Navarra, quan el rei d'Espanya va concedir la terra (i els taínos que hi vivien) a Lope Conchillos.
Durant un temps, l’illa va ser competida per altres potències europees. El 5 d'agost de 1702, el capità Antonio de los Reyes Correa, membre de l'exèrcit espanyol, va defensar amb èxit Arecibo d'una invasió de la Marina britànica dirigida pel contralmirall William Whetstone. Comandant dos vaixells de la Marina britànica i 40 homes, Whetstone va intentar prendre el control de la ciutat. Correa li va emboscar les seves forces i va matar 22 marins britànics i els va expulsar. Els defensors espanyols només van patir una mort i tres soldats ferits. Això va donar a la ciutat el seu sobrenom de Villa del Capitan Correa.
El 1778, Arecibo, per reial decret, va rebre l'estatus de "Villa", tot i que no es va integrar com a tal fins al 1802. El 1850 se li va atorgar el títol de "Muy Leal" (molt fidel). Amb el pas del temps, una gran part del seu territori es va convertir en altres municipis independents (Manati, Barceloneta, Florida, Utuado, Jayuya, Hatillo, Camuy, Quebradillas i Isabela). El 1982 es va ascendir a la categoria de ciutat, tot i que es va continuar coneixent amb el seu sobrenom anterior.

## Fills il·lustres
- Adolfo Heraclio Ramos (1837-1891) pianista i compositor.[7][8]
- Josep Cuchy Arnau (1857-1925) pintor i il·lustrador.

## Turisme
El radiotelescopi d'Arecibo és famós al món sencer a causa de la seva mida i de la seva missió consistent a recollir signes extraterrestres dins el marc del programa SETI. També ha sortit en algunes pel·lícules, com ara GoldenEye o Contact.